# Puycornet
Puycornet (okzitanisch: Puègcornet) ist eine französische Gemeinde mit 772 Einwohnern (Stand: 1. Januar 2022) im Département Tarn-et-Garonne in der Region Okzitanien. Die Gemeinde liegt im Arrondissement Montauban und Mitglied im Gemeindeverband Communauté de communes du Pays de Lafrançaise. Die Einwohner werden Puycornetois und Puycornetoises oder Puycornetiens und Puycornetiennes genannt.

## Geografie
Puycornet liegt in der Région naturelle Quercy Blanc etwa 15 Kilometer nordnordwestlich von Montauban. Das Gemeindegebiet gehört zum Einzugsgebiet der Garonne und wird vom Lemboulas, dem Petit Lembous, dem Fossé Grand de Cronzou, dem Rieutord, dem Ruisseau de Cantegrel, dem Ruisseau de Cardac und verschiedenen anderen kleinen Wasserläufen entwässert.
Umgeben wird Puycornet von den Nachbargemeinden Vazerac und Labarthe im Norden, Molières im Norden und Nordosten, Mirabel im Osten und Südosten, L’Honor-de-Cos und Piquecos im Süden sowie Lafrançaise im Westen.

## Einwohnerentwicklung

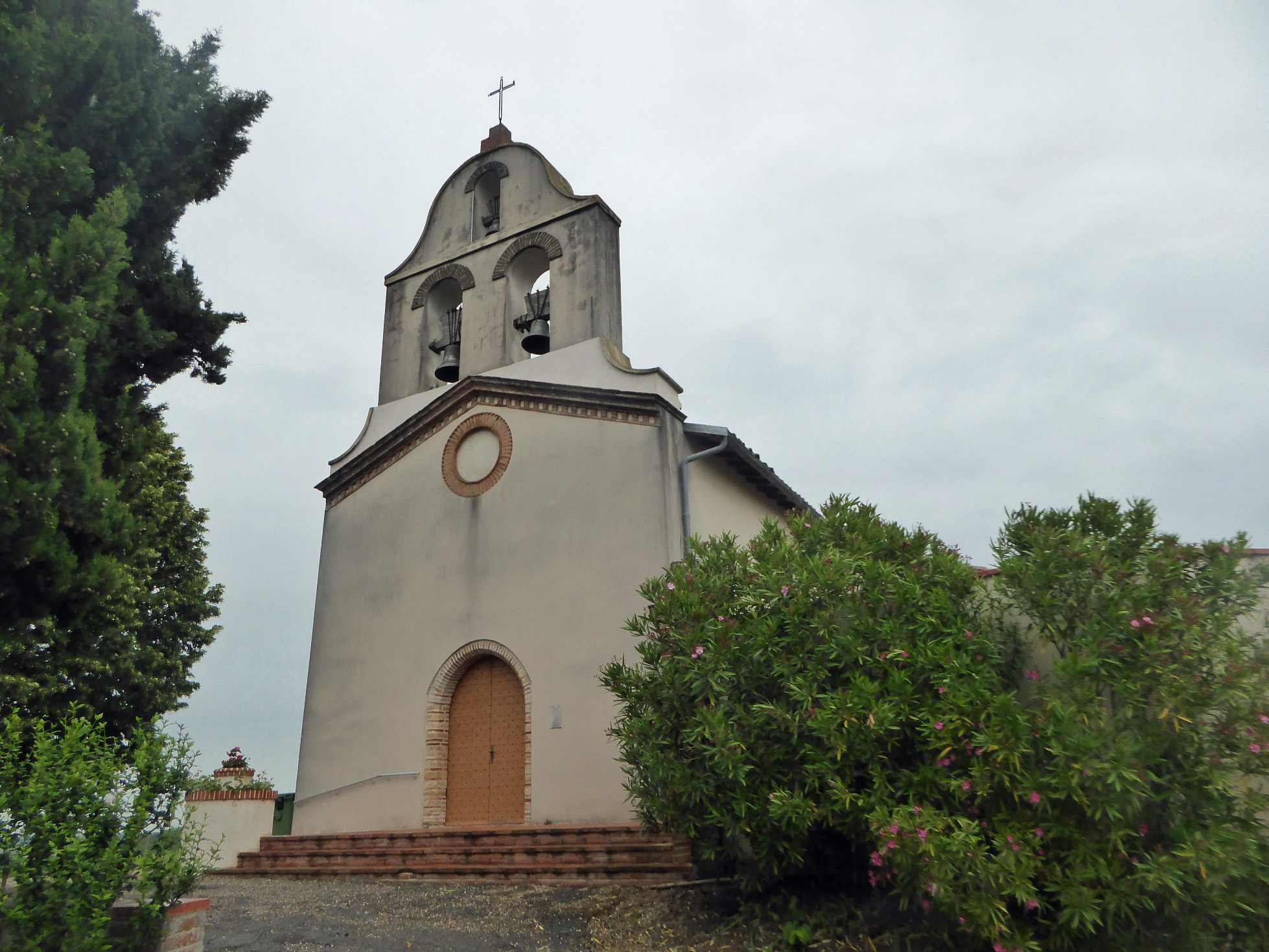
Kirche Saint-Romain

| Jahr      | 1962 | 1968 | 1975 | 1982 | 1990 | 1999 | 2006 | 2013 | 2020 |
| --------- | ---- | ---- | ---- | ---- | ---- | ---- | ---- | ---- | ---- |
| Einwohner | 655  | 680  | 551  | 554  | 544  | 518  | 608  | 706  | 755  |

## Sehenswürdigkeiten
- Kirche Saint-Étienne in Cougournac
- Kirche Notre-Dame-de-l’Assomption in Gibiniargues
- Kirche Saint-Romain in Saint-Romain
- Kirche Saint-Saturnin in Camareil
- Burg Lisle aus dem 13. Jahrhundert
- Reste der alten Römerbrücke bei Sainte-Arthémie